# Passaggio di Fromveur

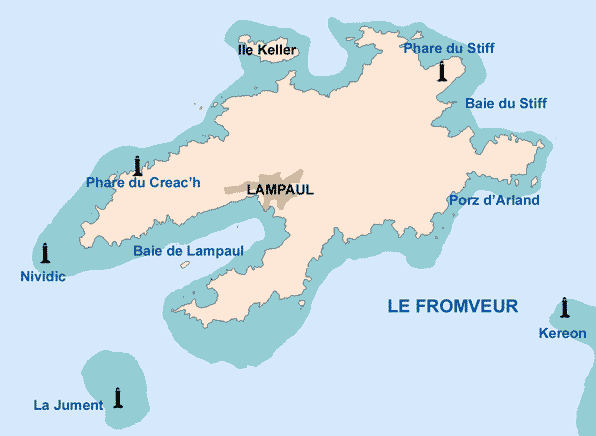
Piantina dell'isola di Ouessant e il passaggio di Fromveur

Il Passaggio di Fromveur (« Passage du Fromveur » in francese) è situato tra l'arcipelago di Molène e l'isola di Ouessant, nel mer d'Iroise (Finistère, Francia). Questo tratto di mare è percorso da correnti molto violente: fino a 8 o 9 nodi localmente, e circa 7 nodi in mare aperto.
La navigazione è molto pericolosa anche perché il vento che vi spira è contrario rispetto alla direzione della corrente, per questo il mare risulta essere sempre molto agitato.
Per proteggere e aiutare i naviganti, ci sono due fari, tra i più famosi della Bretagna: la Jument e Kéreon.
Prima della creazione della Torre Radar di Ouessant nel 1982, questo luogo è stato teatro di una serie di tragici naufragi, tra cui le petroliere Olympic Bravery (1976) e Amoco Cadiz (1978)  che causarono disastri naturali gravissimi.

Infatti questo tratto di mare è frequentato annualmente da circa 50.000 navi.

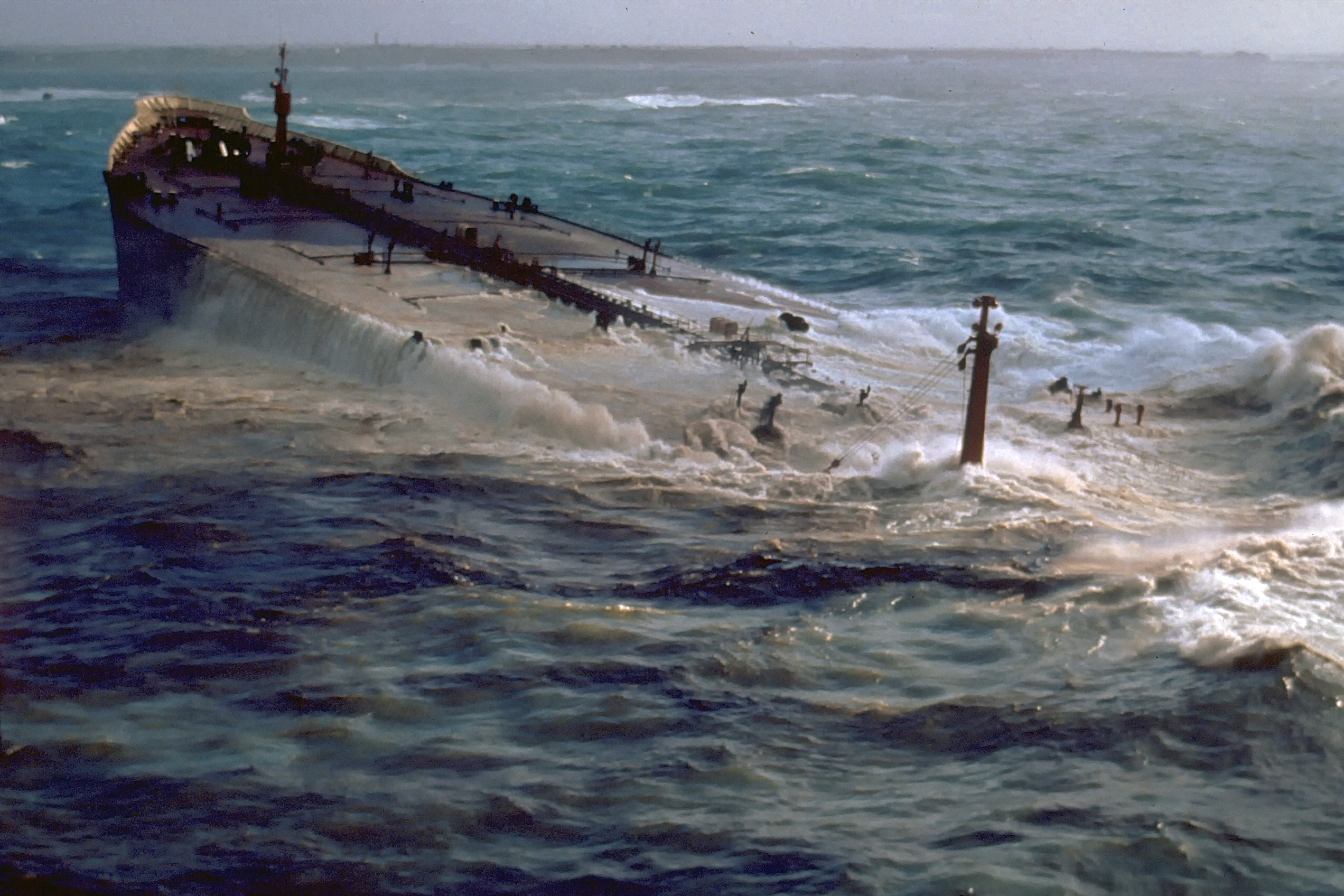
il disastro dell'Amoco Cadiz del 16 marzo 1978